# JHMCS
JHMCS（Joint Helmet Mounted Cueing System、ジェイヘミクス、ヘルメット装着式統合目標指定システム）は、VSI社がアメリカ向けに開発した、戦闘機用のヘッドマウントディスプレイ。アメリカ空軍・海軍・海兵隊、航空自衛隊を含め、世界20ヶ国以上で使用されている。

## 開発
JHMCSの原型となる計画はVista Sabre IIと呼ばれ、1993年に運用分析が開始された。カイザーエレクトロニクスは試作品を製作しF-15において試験を行ったが高Gでの迎え角時などの状況での問題が浮上し、後継となるVCATS (Visually Coupled Acquisition and Targeting System) が作られた。これはJHMCSとVista Sabre IIの橋渡し的存在であった。
JHMCS開発のための契約は1996年12月に署名され、プログラムは1997年4月に開始された。これに対し1996年4月に連携したエルビット・システムズの子会社であるEFWとカイザーエレクトロニクス（現ロックウェル・コリンズ）の合弁会社であるVIS（Vision Systems International）社と1995年に連帯したハネウェルとGECマルコーニ・アビオニクス（現・BAEシステムズ）による合弁会社が競争した。GECマルコーニアビオニクスとハネウェルのチームはユーロファイターのクルーセイダーシステムを提案、VSIはエルビットのDASH IIIおよびカイザーのAgile Eyeをベースにしたものを提案した。
1997年に計画はVSI社により開始された。試験は1999年12月に開始され、極端な領域でのロックを達成した。試験は契約締結後18ヶ月間続き、1999年8月から2000年2月にかけて運用分析が行われた。
2000年5月には低率初期生産（LRIP）が承認され、2002年4月に本格的な生産が計画されていたが、運用のテストと評価で明らかになった信頼性と保守性の問題により遅れ、2003年11月より本格生産が開始された。

## 設計

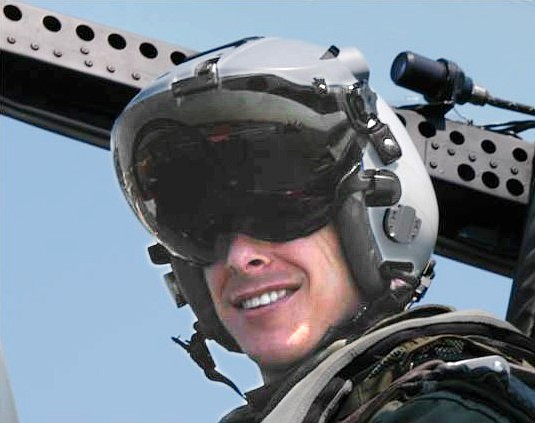
JHMCSを装着したヘルメット

JHMCSの最大の特長は、ミサイルと火器管制装置の対応さえあれば敵機を機体の正面のHUD内に捉えなくてもミサイルのロックオンをできることにある。照準用の画面をラスタースキャン型のバイザーに映すことで、機体の機首方向から左右60度以上に位置している敵機に対して、顔を向ける（つまり敵機を見る）だけでミサイルのロックオンができるようになっている。加えてFLIRやIRSTなどの情報の表示も可能である。このような戦闘機用HMDの先駆者的存在である、イスラエル空軍のDASH（Display And Sight Helmet、ダッシュ、表示・照準ヘルメット）も基本的に同じ機能を有するが、ヘルメットに内装されているDASHに対して、JHMCSは既存のヘルメット（HGU-55/P、 HGU-56/P、HGU-68/P）にアダプターを介して装着する点が異なる。このため、ヘルメットバイザーを暗視ゴーグルに換装すれば夜間戦闘任務にも対応可能。ただしJHMCSはパイロット個々人の頭部に合わせて製作される関係上、通常のヘルメットと異なり複数のパイロットで共用することはできない。
本システムに対応するミサイルは、AIM-9X サイドワインダー2000やIRIS-Tなどオフボアサイト発射能力を持つミサイルで、対応する戦闘機はF/A-18 ホーネット（改修機のみ）、CF-18 ホーネット（改修機のみ）、F/A-18E/F スーパーホーネット（Block IIのみ）、F-15 イーグル（米軍のMSIP-2改修機相当の物のみ）、F-15E ストライクイーグル（改修機のみ）、F-16C ファイティングファルコン（Block40以降）などである。F-22 ラプターは搭載試験が行われたが、コックピット内部の磁気コートによりトラブルが発生したため、搭載していない。F-35 ライトニングIIにおいてはJHMCSをさらに発展させたHMDが標準装備されており、一枚パネル式の主表示装置の採用によってHUDの表示機能を全て備えているため、機体にHUDを装備する必要を無くしている。
日本でもJHMCSをF-15J 近代化改修機に搭載することで、AAM-5のオフボアサイト能力を最大限に発揮できるようになっている。ただし、JHMCSに国産空対空誘導弾のAAM-5を適合化をするために、輸入品そのままの採用とはならずに、島津製作所が適合化改修をしている。

## JHMCS II
現用のJHMCSの改良型。従来使用していたCRTディスプレイを液晶ディスプレイ（解像度 800×600）に交換し、映像や画像のフルカラー表示を可能とした。小型化されてバランスが改善されたほか、高圧電源コードが不要となったことでケーブル類の取り回しが向上している。従来よりも部品数が少ないのも特徴であり、メンテナンス性が大きく向上している。搭載電子機器の性能向上によりデータ処理がヘルメットの内部で可能となったことでより小規模改修で搭載できるようになったことで全体的なコストも低減している。
機能面では、昼間と夜間飛行モードの容易な切り替えが可能となり操作の柔軟性が大幅に向上した他、低酸素およびG-LOC（グレイアウトやブラックアウト）の検出および警告を行う"Canary"パイロットヘルスモニタリング機能、仮想HUD機能が追加された。
JHMCS IIには2種類が用意されている。1つめが既存のコンポーネントを流用したJHMCS II/M（デジタルJHMCS）で、JHMCSと互換性があり導入に当たってソフトウェアの変更が必要ない。そのため、既存のJHMCSからの改修も可能である。
2つめがJHMCS II/Hで従来のJHMCSが磁気感知式なのに対しこちらはジャイロと光学式を併用した感知方式となり、より軽量化されて冷却も不要となった。そのため、従来のJHMCSのサブシステムと互換性を持たず、航空機との接続にはケーブルは軽量航空機インターフェイスユニット（lightweight Aircraft Interface Unit、ACIU）が使用される。
2014年にF-15SEのデモンストレータ機に対してJHMCS II/Hがインテグレーションされたほか、2015年にはAC-130Wにも統合されることが決定された。